# Tazuur en Tazijn
Tazuur en Tazijn is het tweehonderdachtste stripverhaal uit de reeks van Suske en Wiske. Scenario, grappen en dialogen zijn van Paul Geerts, de tekeningen en bijdragen aan het scenario zijn van Marc Verhaegen. 
Het verhaal is gepubliceerd in De Standaard en Het Nieuwsblad van 23 februari 1991 tot en met 18 juni 1991. De eerste albumuitgave was in september 1991, met albumnummer 229.

## Verhaal
(ontbreekt)

## Achtergronden
- Dit verhaal speelt zich af op de Boelwerf, die het jaar erop failliet zou gaan.